# 戰慶輝
戰慶輝（1914年—？年），號步青。山東省萊陽縣人。民國37年（1948年）在青島市選區當選第一屆立法委員，當選時為無黨籍，1974年始加入國民黨。

## 生平[1][2]
- 青島市李村師範畢業
- 第三路軍政訓處政訓員
- 山東省地方行政人員訓練所畢業
- 山東省政府視察
- 山東省黨政軍幹部學校魯東分校訓導員
- 山東省第九行政區保安司令部政治部主任
- 《環海日報》總編輯
- 山東省政府魯東行署動員委員會執行秘書
- 青島市政府秘書[3]
- 《大青島》月刊主編
- 行憲第一屆立法委員